# Platforma Petrochimică Borzești
Platforma Petrochimică Borzești (denumită în trecut Grupul Industrial de Petrochimie Borzești – GIP) este un complex industrial format din 5 combinate de dimensiuni mari: Combinatul de cauciuc sintetic și produse petrochimice, Rafinăria nr. 10, Combinatul Chimic Borzești la care se adaugă Întreprinderea Electrocentrale Borzești și Întreprinderea de Utilaj Chimic, fiind cea mai mare platformă industrială din județul Bacău și cea mai mare unitate de acest fel din România, ce se întinde pe o suprafață de 1.038 ha, pe lungime medie de 9,4 km și o lățime de 1,8 – 3,4 km. Este amplasată pe Valea Trotușului, la periferia nord-estică a municipiului Onești (denumit între anii 1965–1990 Gheorghe Gheorghiu-Dej).
Conturarea sa a început în anul 1952 iar primele instalații au fost puse în funcțiune în anul 1956 în cadrul Rafinăriei de petrol 10.
La 1 aprilie 1969 cele trei uzine distincte de pe platforma industrială de la Borzești s-au comasat în unitatea gigant „Grupul industrial de petrochimie Borzești”, iar în anul 1973 a fost redenumită „Combinatul petrochimic Borzești”. Abandonarea sistemului centralizat de conducere a economiei românești în anul 1990 a determinat reapariția entităților distincte, astfel Platforma Petrochimică a fost divizată în societățile: Carom, Rafo, Chimcomplex, Electrocentrale Borzești și Uton.

## Amplasament
| Imagine indisponibilă                        |  | Imagine indisponibilă |
| Platforma Petrochimică Borzești static și 3D |  |                       |

Spațiul ocupat de platforma petrochimică este situat în partea de nord, nord-est a orașului Onești, în apropierea fostului sat Borzești. Se întinde pe terasele inferioare ale râului Trotuș din avale din zona de confluență cu altitudini de 5-7 m și 10-15 m. Are o formă dreptunghiulară orientată nord-est, sud-vest cu o lungime medie de 9,4 km și o lățime de 1,8 – 3,4 km. Alegerea locului este motivată de nivelurile relativ plane ale podurilor de terase, cu treceri estompate de coluvii, de prezența apei râului Trotuș pe latura nordică și nord-estică, de existența căilor de comunicație.
Terenul de amplasament prezintă următoarea stratificație geologică: un strat vegetal de 0,20 – 0,40 m în grosime, un strat de Iehm de terasă, impropriu pentru fundări, în grosime de circa 3,00 m și stratul de pietriș, recomandat pentru fundări, la o adâncime de circa 3,50 m. Roca de bază, recomandată ca al doilea strat de fundare și constând din straturi alternate de argile, marne tari, gresii slabe și conglomerate, se află la o adâncime de 4,50 – 5,00 m.
Nivelul hidrostatic al apelor are un caracter variabil cu abundența precipitațiilor și apare la adâncimea de circa 4,30 m.
Gradul de seismicitate este 7, ceea ce a impus măsuri speciale la dimensionarea construcțiilor.

## Istoric

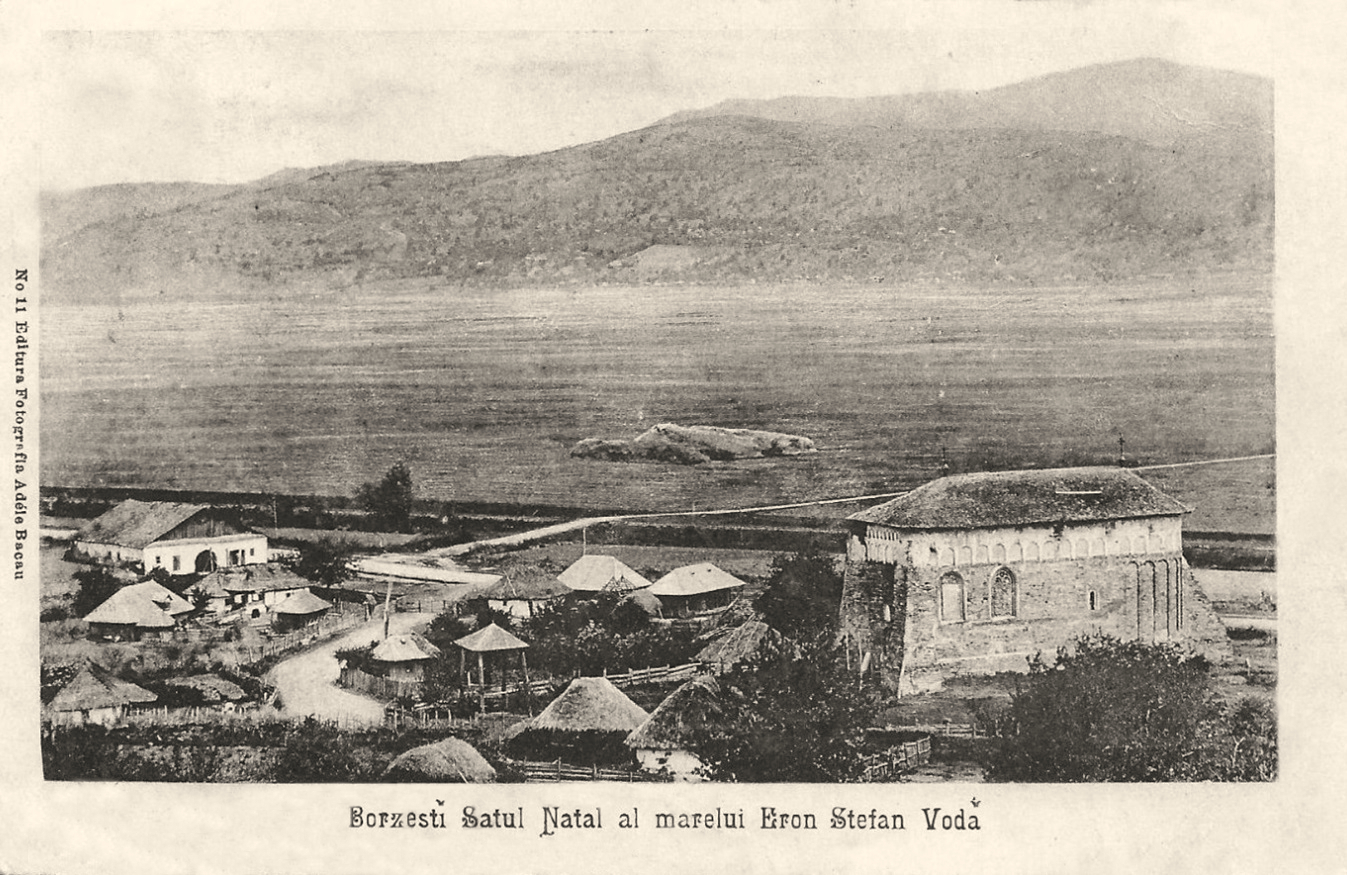
Satul Borzești în anul 1904. În prim plan Biserica Adormirea Maicii Domnului iar în planul depărtat câmpul viitoarei platforme

În anul 1952 o echipă de geografi și urbaniști condusă de ing. Mihail Florescu, ministrul Industriei Chimice, s-a deplasat pe Valea Trotușului, pentru a stabili locul de amplasare a unui oraș și a unui mare combinat industrial. Din această echipă a făcut parte și geograful Vintilă M. Mihăilescu. A fost preferat Oneștiul, deoarece: 
1. este amplasat la locul de întâlnire a Trotușului (158 km) cu cei mai importanți afluenți ai săi: râul Cașin (45 km), râul Oituz (57 km) și râul Tazlău (85 km).
2. este așezat la o convergență de drumuri în patru direcții principale: spre Brașov, via Târgu Secuiesc, prin Pasul Oituz; spre Târgu Ocna (cu o ramură spre Slănic-Moldova), Comănești (cu o ramură spre Moinești) și Miercurea Ciuc prin Pasul Ghimeș-Palanca; spre Bacău, prin depresiunea subcarpatică Tazlău (cu o ramură îndreptată spre Moinești); spre Adjud, pe valea inferioară a râului Trotuș.
3. este așezat într-o zonă bine populată.
4. este așezat într-un relief format dintr-un șes, clădit din pietrișuri de gresie, în pătură groasă, acoperite cu luturi, constituit din două terase, una mai înaltă și una mai joasă.[9]

Însă, elementele naturale urbigene nu erau suficiente pentru realizarea unui oraș de talie mijlocie (40–60.000 locuitori). Acest fapt concordă cu precizarea geografului francez Vidal de la Blache⁠(fr)[traduceți] în sensul că: „elementele teritoriului au componente de fixare, în timp ce cele ale poziției geografice sunt factori ai evoluției, dezvoltării. Teritoriul primește orașul, dar locul îl vivifică.” Conceptul lui Vidal s-a verificat și în cazul orașului Onești, elementele potențiale regionale au fost concentrate în platforma petrochimică: țiței prin petroleoducte din zona petroliferă a Bacăului, sare în dislocație prin saleduct de la Târgu Ocna. Baza energetică s-a completat cu gazul metan transportat prin gazoductul transcarpatic Nadeș-Pasul Oituz.

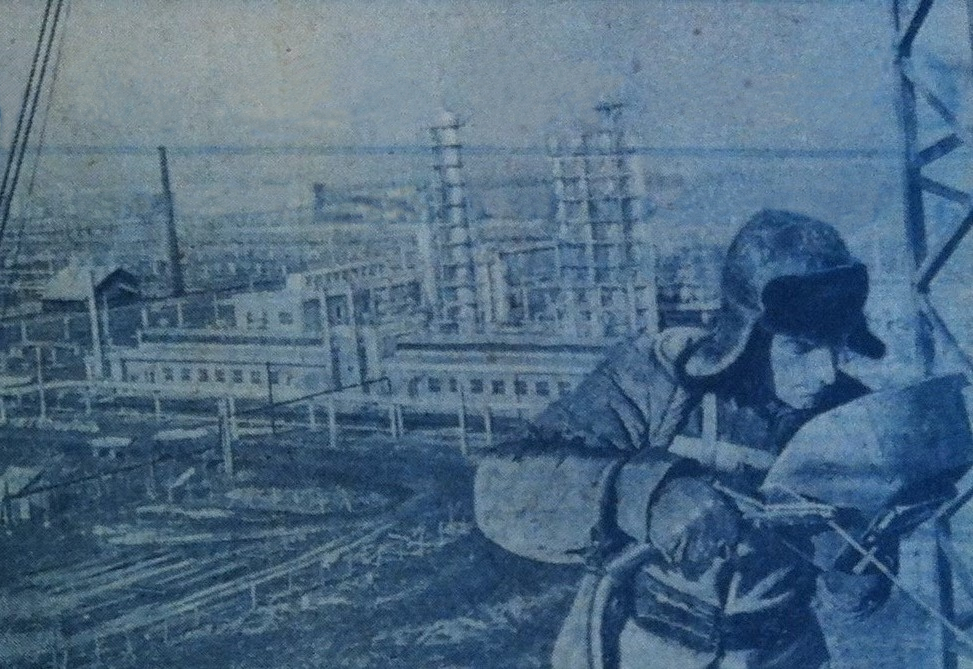
Construcția Rafinăriei R10 Onești

Amplasarea între localitățile Onești și Borzești a unul mare complex industrial petrochimic - aprobată prin H.C.M. nr. 1638/1952, parte integrantă a măsurilor luate de partid pentru dezvoltarea Moldovei, s-a dovedit a fi optimă pe criterii tehnice, economice și sociale, avându-se în vedere și bogățiile economice apreciabile din bazinul Trotuș. În aceeași hotărâre se stipula necesitatea construirii unei centrale electrice de termoficare la Borzești, care urma să alimenteze cu energie electrică și termică noul complex industrial din Onești. Datele existente în anul 1951 arătau că necesarul de energie electrică în Moldova se ridica pentru anul 1955 la 1350 milioane KWh, adică de 5,6 ori mai mult decât întreaga producție a primului an al cincinalului 1951-1955.
Proiectarea centralei a fost asigurată printr-o colaborare între institutul Teploelektroproiekt din Moscova, în special pentru partea tehnologică, care a fost livrată din U.R.S.S., și Institutul de studii și proiectări energetice din București. Execuția lucrărilor de construcții și montaj s-a făcut de Trustul de construcții și montaje energetice, pentru lucrările de montaj fiind asigurate sprijinul și îndrumarea din partea specialiștilor sovietici.
Prin Hotărârea Consiliului de Miniștrii Nr. 1635/1952, se prevedea ca în Regiunea Bacău, raionul Târgu Ocna, să se construiască Grupul Industrial Borzești și orașul muncitoresc aferent, Onești. Zona industrială a fost construită la nord-est de fostul sat Borzești, între calea ferată și râul Trotuș, suprafața ei depășind-o pe cea a celorlalte zone ale orașului. Ca urmare a acestei Hotărâri, din anul 1952, încep să se construiască coloniile pentru muncitorii constructori și apoi s-au săpat temeliile primelor blocuri. Complexul locativ din oraș s-a bazat pe structurarea pe 8 cvartale (microraioane) a blocurilor de apartamente, construite după norme inovative și chiar experimentale de zidărie, prefabricate, cofraje glisante și utilizare de mase plastice în structura acestora.
Pe șantierele orașului și ale unităților industriale au lucrat alături de muncitori constructori adunați în colonii și deținuți de drept comun sau deținuți politici. În scurt timp orașul avea numărul cel mai mare de intelectuali la mia de locuitori iar vârsta medie era de 28 de ani. Încă din anul 1959 s-au stabilit efectivele de tehnicieni necesare, direcțiile de specializare și mijloacele. Pentru pregătirea chimiștilor și muncitorilor calificați s-au creat școli de profil în mai multe orașe din Moldova. Consolidarea și îmbogățirea cunoștințelor s-a realizat în mai multe întreprinderi cu profil asemănător: în rafinăriile de la Ploiești, Câmpina și Dărmănești precum și la combinatele chimice din Baia Mare, Târnăveni, Săvinești, Făgăraș, Victoria dar și în întreprinderi din străinătate. La început operatorii au fost dublați, iar după deprinderea meseriei aceștia au fost reduși la număr. În continuare operatorii, laboranții și tehnicienii specialiști lucrau concomitent cu muncitorii montatori pentru a înțelege structura instalațiilor.
Platforma industrială s-a construit în patru etape: etapa I-a (1952-1960), cuprinde primele lucrări de la Termocentrala Borzești (1952), Rafinăria de petrol 10 (prin H.C.M. 1683/1952), Combinatul de Cauciuc (prin H.C.M. 1498/1957), grupate pe 610 ha; etapa a II-a (1961-1965), s-au dat în funcțiune secțiile de fenol, acetonă (1961), cauciuc sintetic (1963) și stiren-polistiren (1964), platforma industrială depășind suprafața de 846 ha. În etapa a III-a (1966-1970) s-au început lucrările la Rafinăria II și la Combinatul poliizoprenic. În etapa a IV-a s-au dat în funcțiune două obiective industriale: Combinatul de cauciuc sintetic II și Rafinăria II. Suprafața platformei a depășit 1000 ha și include platforma orășenească bazată pe industrie alimentară, prelucrarea lemnului și altele. La nivelul anului 1963 pe teritoriul complexului petrochimic s-au dislocat peste 35 de milioane de metri cubi de pământ, volum echivalent cu apele Lacului Roșu, turnat 490.000 de metri cubi de beton și montat conducte și cabluri atât în complex cât și în oraș în lungime de 1.600 și respectiv, 1.560 km.
Tot în acest timp începe construcția uzinei de sodă caustică electrolitică (prin H.C.M. 2068/1954), devenită mai târziu Combinatul Chimic Borzești, ale cărei prime capacități s-au pus în funcțiune în anul 1960, când sarea adusă direct de la salina Târgu Ocna sau saramura transportată prin saleducte în cadrul instalațiilor au început să fie transformate în produse foarte solicitate: sodă caustică, clor, hidrogen. Ideea construirii unei uzine de sodă caustică pentru valorificarea zăcămintelor de sare de la Târgu Ocna a fost lansată prima dată de academicianul Gheorghe Spacu în preajma Primului Război Mondial trustului Solvay S.A.⁠(en)[traduceți], această propunere nefiind acceptată la acel moment.
Platforma a ieșit în evidență a fi fost primul și cel mai mare complex chimic, petrochimic și de rafinării din România.
Între 18-25 iunie 1962 a avut loc vizita în România a unei delegații sovietice condusă de Nikita Sergheevici Hrușciov. Delegația, însoțită de Gheorghe Gheorghiu-Dej, a vizitat orașul Onești și platforma industrială. În același an, între 15-21 septembrie, o delegație guvernamentală a Republicii Democrate Germane, condusă de Walter Ulbricht, a vizitat România. În cadrul acesteia s-a vizitat și orașul Onești și platforma industrială. În septembrie 1966 complexul Industrial și orașul au fost vizitate de Nicolae Ceaușescu și Ion Gheorghe Maurer.
Instalațiile puse în funcțiune în 1960 au fost: electroliză cu diafragmă, evaporare-topire clor lichid, clorură de var, acid sulfuric, monoclorobenzen, Detexan și hexacloran - puneri în funcțiune continuate în 1961 cu instalațiile de clorurare și clorură de metilen. Dispunând de clor în mari cantități, această uzină devine una din marile producătoare de insecticide clorurate din țară, reușind să acopere în scurt timp nu numai nevoile agriculturii, dar să asigure produse și pentru export.

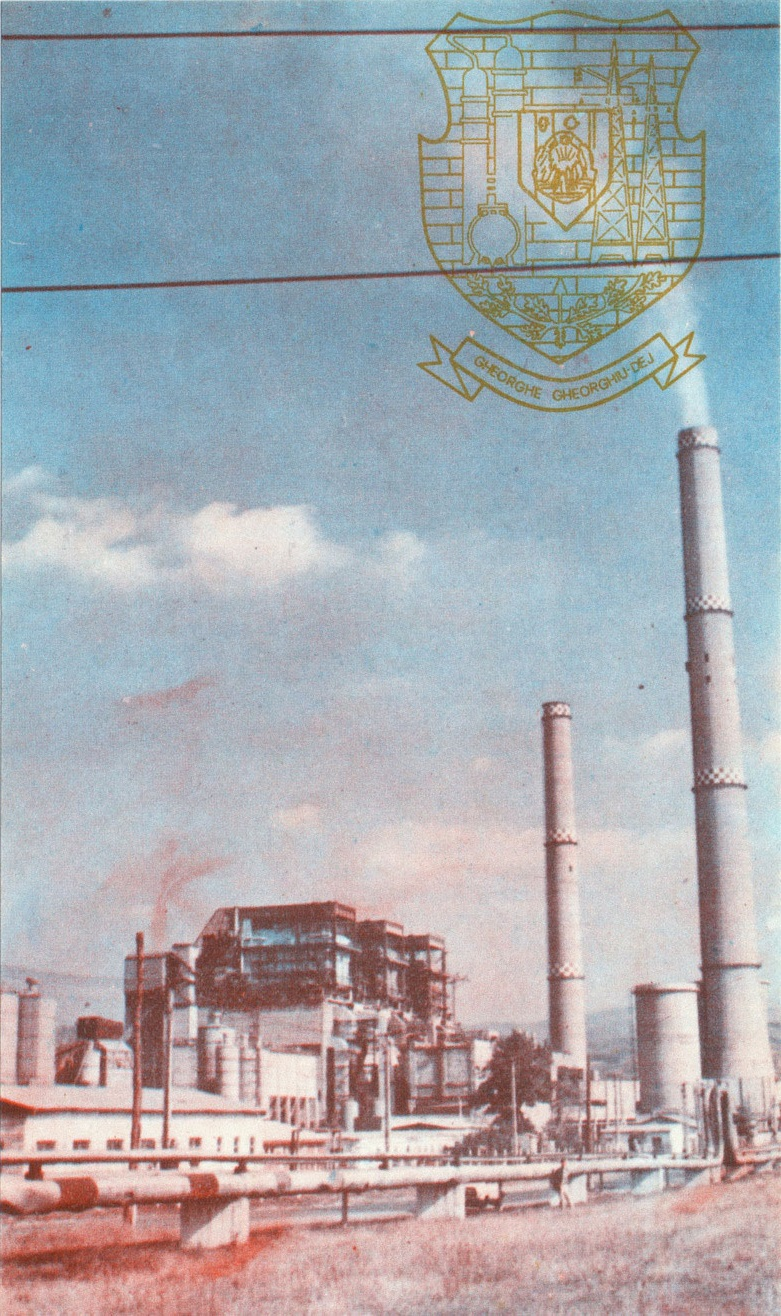
„Gheorghe Gheorghiu-Dej – O cetate a muncii”, cu fotografia CET 2 în fundal

Intrarea în funcțiune a celei de a treia unități industriale pe actuala platforma petrochimică s-a realizat în anul 1962, când au fost produse primele cantități de izopropilbenzen, fenol și acetonă. Pentru combinat și pentru economia națională acest an reprezintă un moment crucial, întrucât punerea în funcțiune a Combinat de cauciuc sintetic și produse petrochimice a creat premisele unei ample dezvoltări economice pentru anii următori și un salt în creșterea potențialului economic al județului Bacău. Aceste unități au continuat cu noi tehnologii, astfel, la rafinăria de petrol a intrat în funcțiune instalațiile de distilare atmosferică și vid nr. 3, cracare termică, cracare catalitică nr. 1 și 2, absorbție-fracționare gaze, calcinare cocs, complexul de reformare catalitică și instalație de solventare a motorinei cu furfurol, instalații care au creat posibilități de valorificare a produselor la o treaptă superioară. În același ritm crește și uzina de sodă caustică electrolitică. Vechilor instalații li s-au adăugat altele noi: alcooli grași, vinil, sodă caustică II. La uzina de cauciuc s-au pus în funcțiune noi instalații de cauciuc poliizoprenic.
La 1 aprilie 1969 cele trei uzine de pe platforma industrială de la Borzești s-au comasat în unitatea gigant „Grupul industrial de petrochimie Borzești”, iar în anul 1973 a devenit „Combinatul petrochimic Borzești”, ce cuprindea 12.000 de salariați, din care 463 cu studii superioare. În cei peste 20 de ani care au trecut de la înființarea primei uzine, prin realizarea unei legături organice între procesele tehnologice și printr-o valorificare superioară a consolidat în mod continuu puterea economică, menținându-se ca cea mai importantă unitate industrială a județului Bacău.
În anul 1970 producția chimică a Grupului Industrial de Petrochimie Borzești reprezenta 99,9% din producția industriei chimice a județului Bacău și 8% din industria chimică a țării.
La sfârșitul anul 1979, valoarea fondurilor fixe în dotare se cifra la 7860 milioane lei, obținându-se o producție globală industrială de aproape 7 miliarde lei, valoare care reprezintă 26% din întreaga producție industrială a județului. Producție valorică realizată în anul 1979 a fost de 3,4 ori mai mare decât cea din anul 1965, perioadă în care ritmul mediu anual de creștere a fost de 9,2%, Creșteri importante s-au înregistrat față de anul 1965 la o serie întreagă de produse cum sunt: sodă caustică de 1,9 ori, cauciuc sintetic 4,7 ori, fenol 2,4 ori, polistiren 3,7 ori, benzină 2,3 ori, policlorură de vinil 1,4 ori, antidăunători 1,5 ori.
Produsele fabricate de platformă au fost exportate în peste 40 de țări, printre care: Uniunea Republicilor Sovietice Socialiste, Republica Populară Chineză, Republica Democrată Germană, Republica Populară Ungară, Republica Socialistă Federativă Iugoslavia, Anglia, Republica Federală Germania, Italia, Spania, Franța Egipt, Israel, Cehoslovacia, Iran, Japonia, Olanda, Elveția, Austria, Belgia, India, Republica Populară Polonă, Republica Populară Bulgaria, Suedia, Turcia și altele.
În perioada 11-14 octombrie 1976 a avut loc vizita în România a regelui Baudouin I al Belgiei, însoțit de regina Fabiola, printre altele vizitând și platforma petrochimică din Onești.
Platforma număra 12.000 de oameni în anul 1980, care realizau o productivitate de 2,8 ori mai mare decât în anul 1965. Beneficiile obținute în anul 1979 de această unitate s-au cifrat la 520 milioane lei.
Combinatul petrochimic Borzești a influențat direct înființarea și dezvoltarea unui nou oraș devenit municipiul Gheorghe Gheorghiu-Dej (Onești), care asigură condiții de viață petrochimiștilor de pe Valea Trotușului. Orașul nou se remarca prin ritm de dezvoltare și specializare, arhitectură modernă și o zonă de influență dinamică. Aceste particularități urbane calitative au fost sintetizate de către geograful francez André Blanc – „orașul Gheorghe Gheorghiu-Dej reprezintă cel mai strălucit exemplu de transformare creatoare a mediului natural pe baza unor studii sistematice în vederea ridicării nivelului economic al unei regiuni până nu demult rămasă în urmă.”

Aspecte din cadrul Combinatului de cauciuc sintetic și produse petrochimice
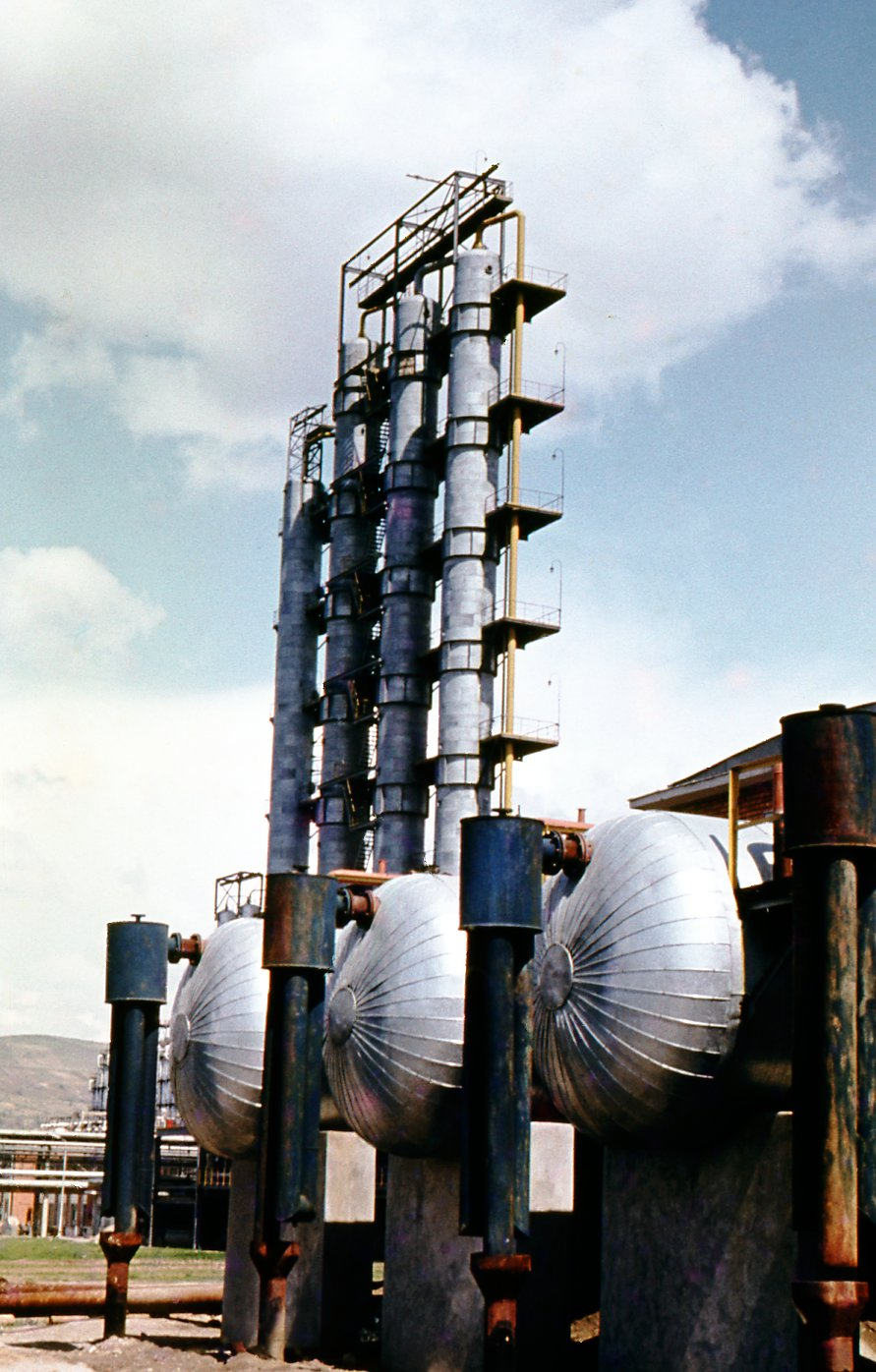
Combinatul de cauciuc sintetic și produse petrochimice, instalația de rectificare a izopropilbenzenului, cu o înălțime de 70 m
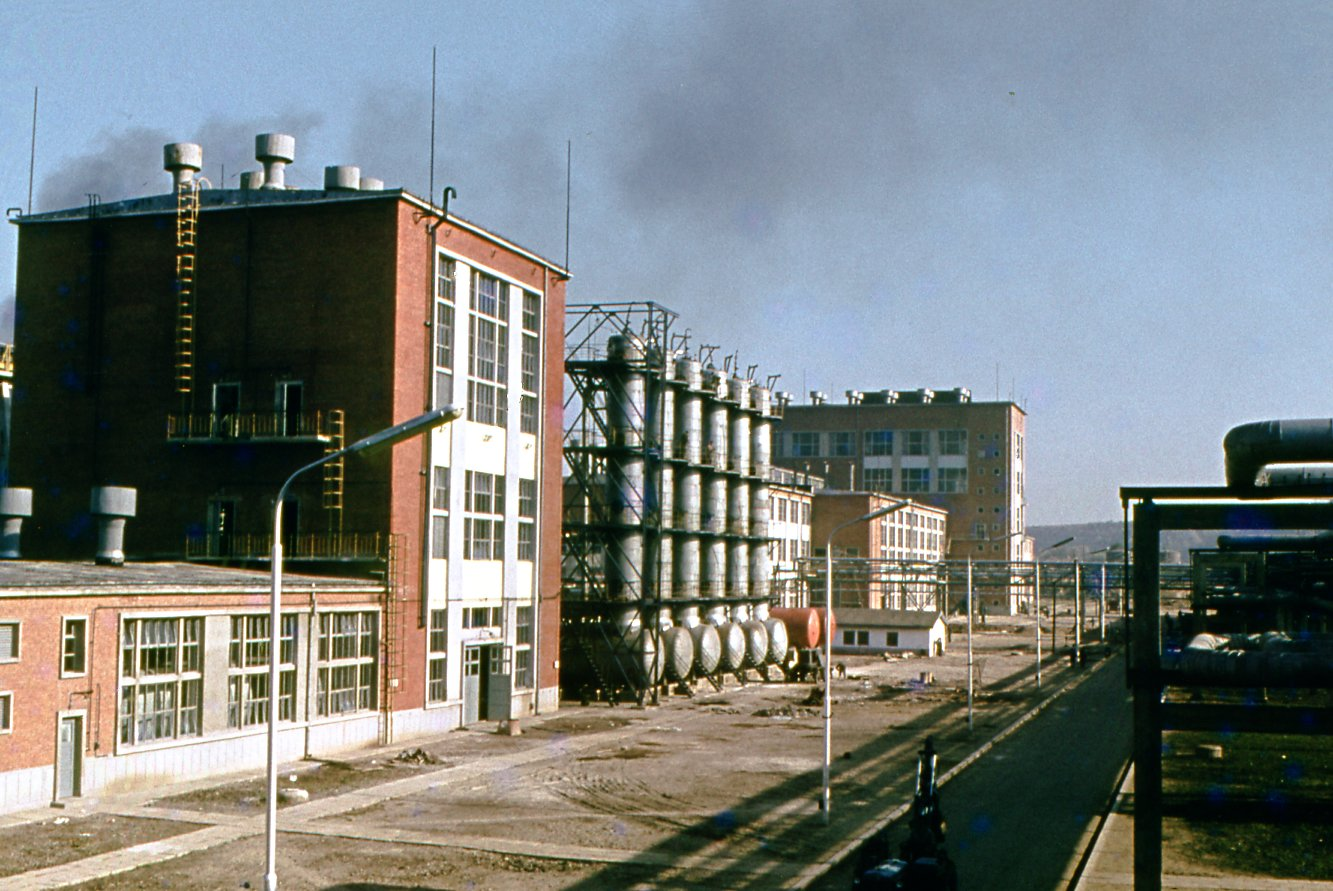
Lângă instalația E1.
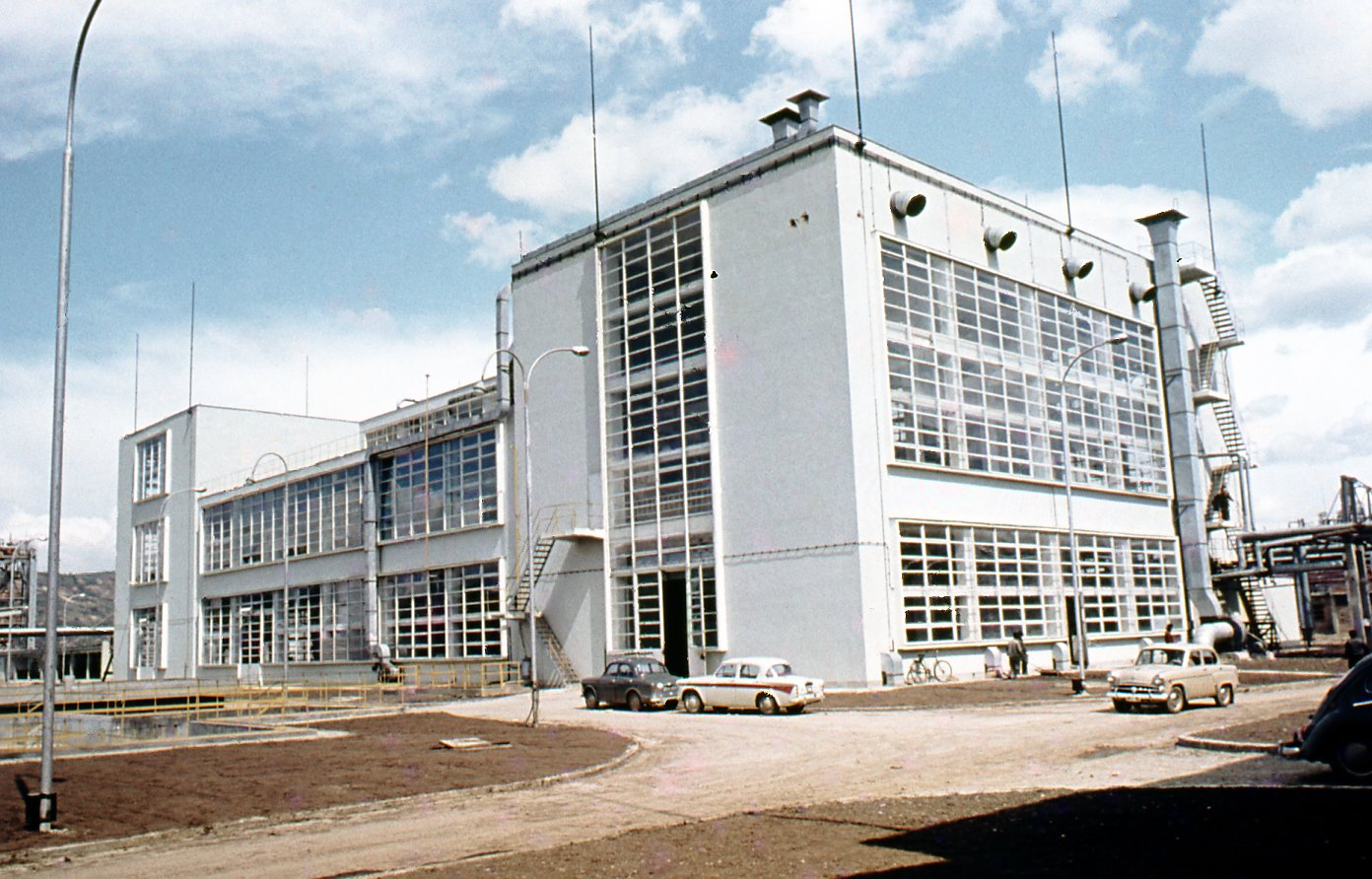
Clădirea reactoarelor de polimerizare a stirenului în suspensie de apă demineralizată la o temperatură de 130 grade Celsius.
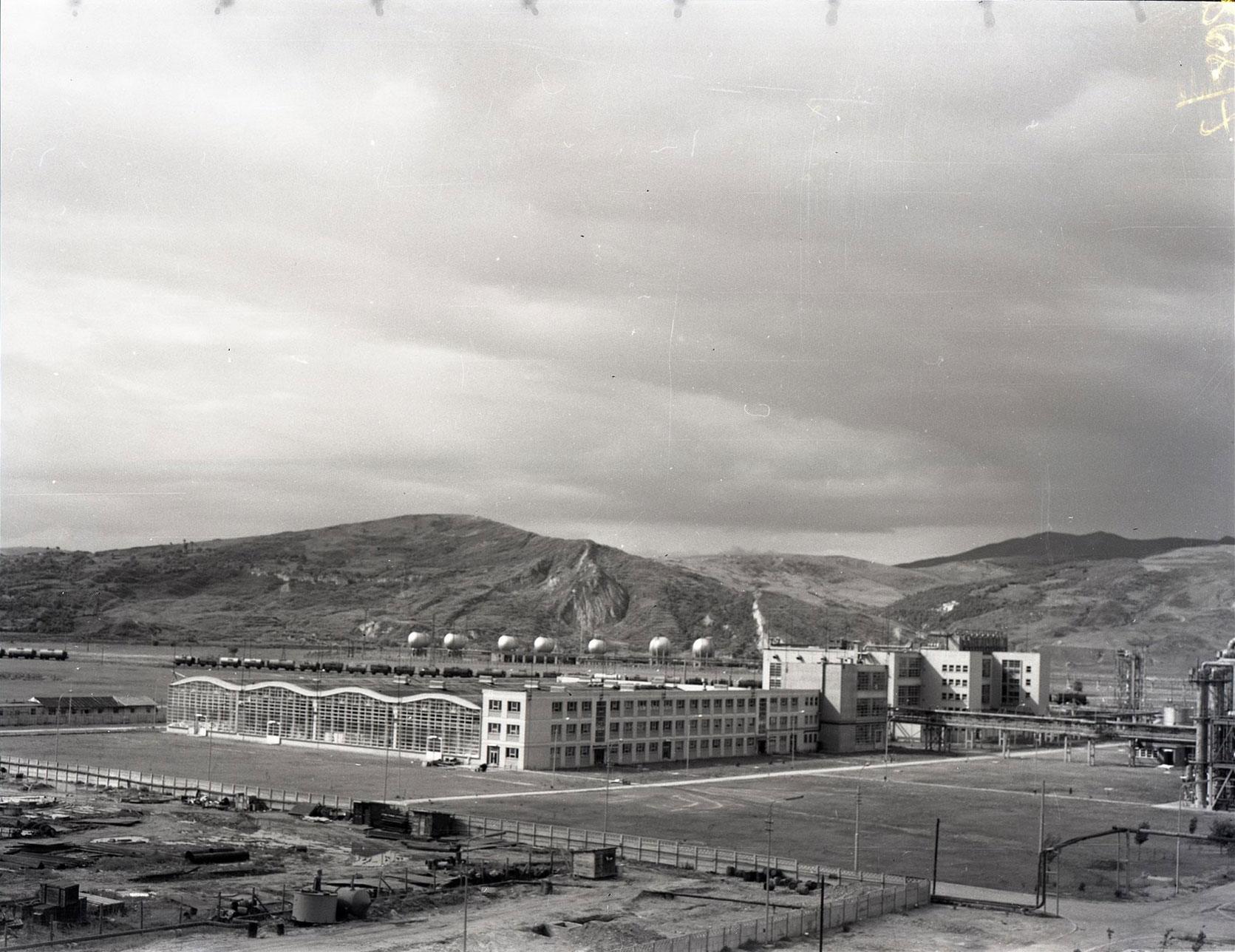
Fabrica de polistiren
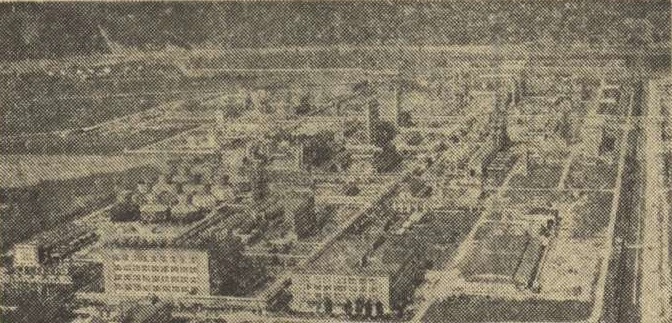
Vedere aeriană

Restul platformei
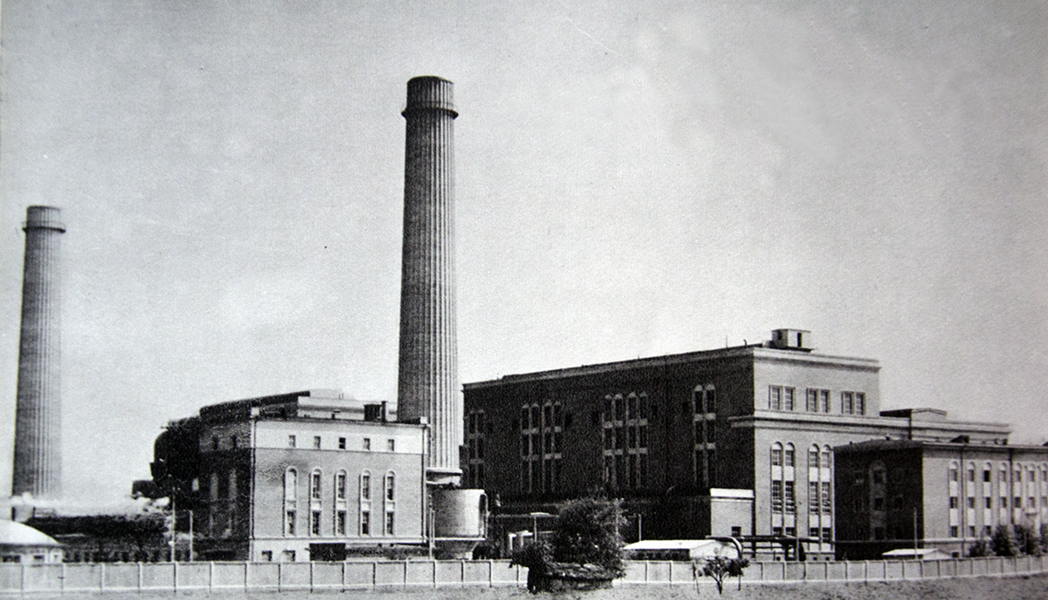
Termocentrala Borzești
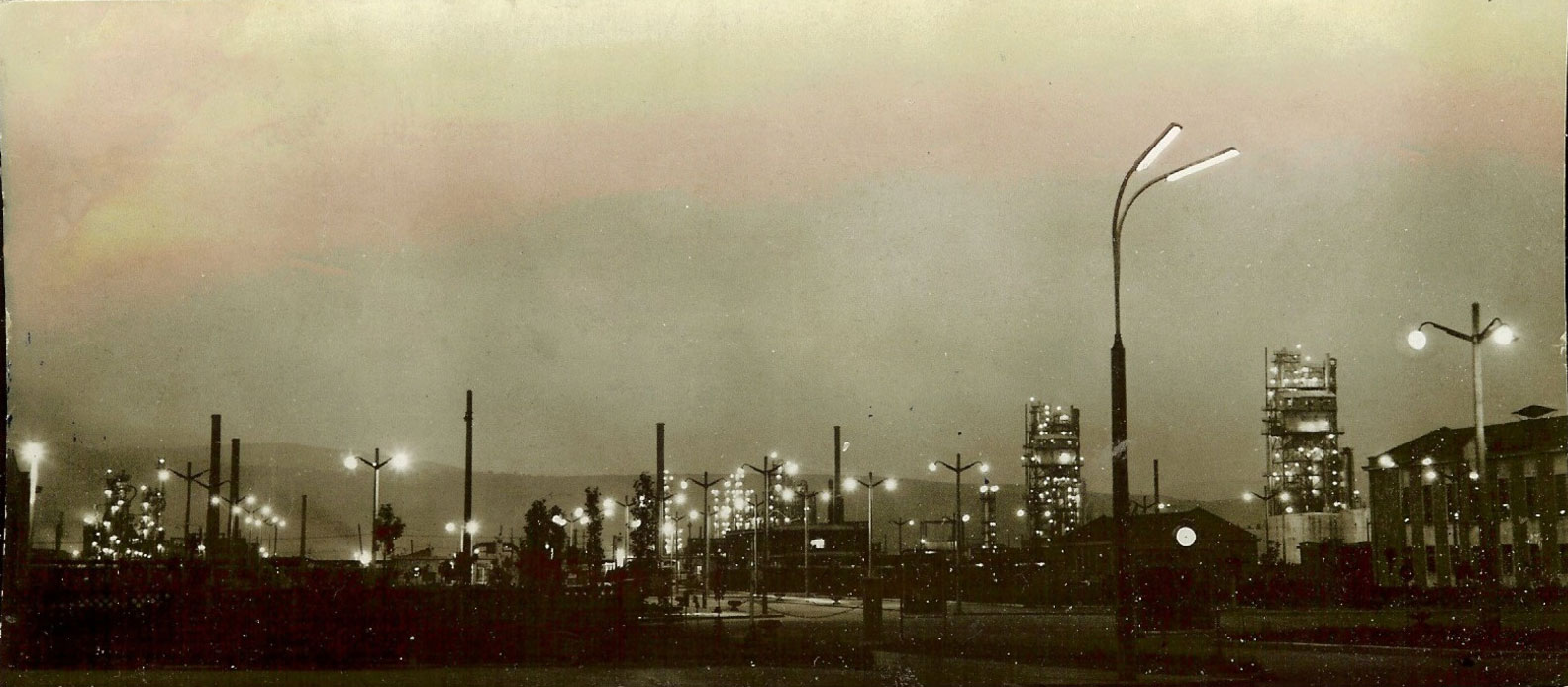
Rafinăria nr. 10 Gheorghe Gheorghiu-Dej (1968)
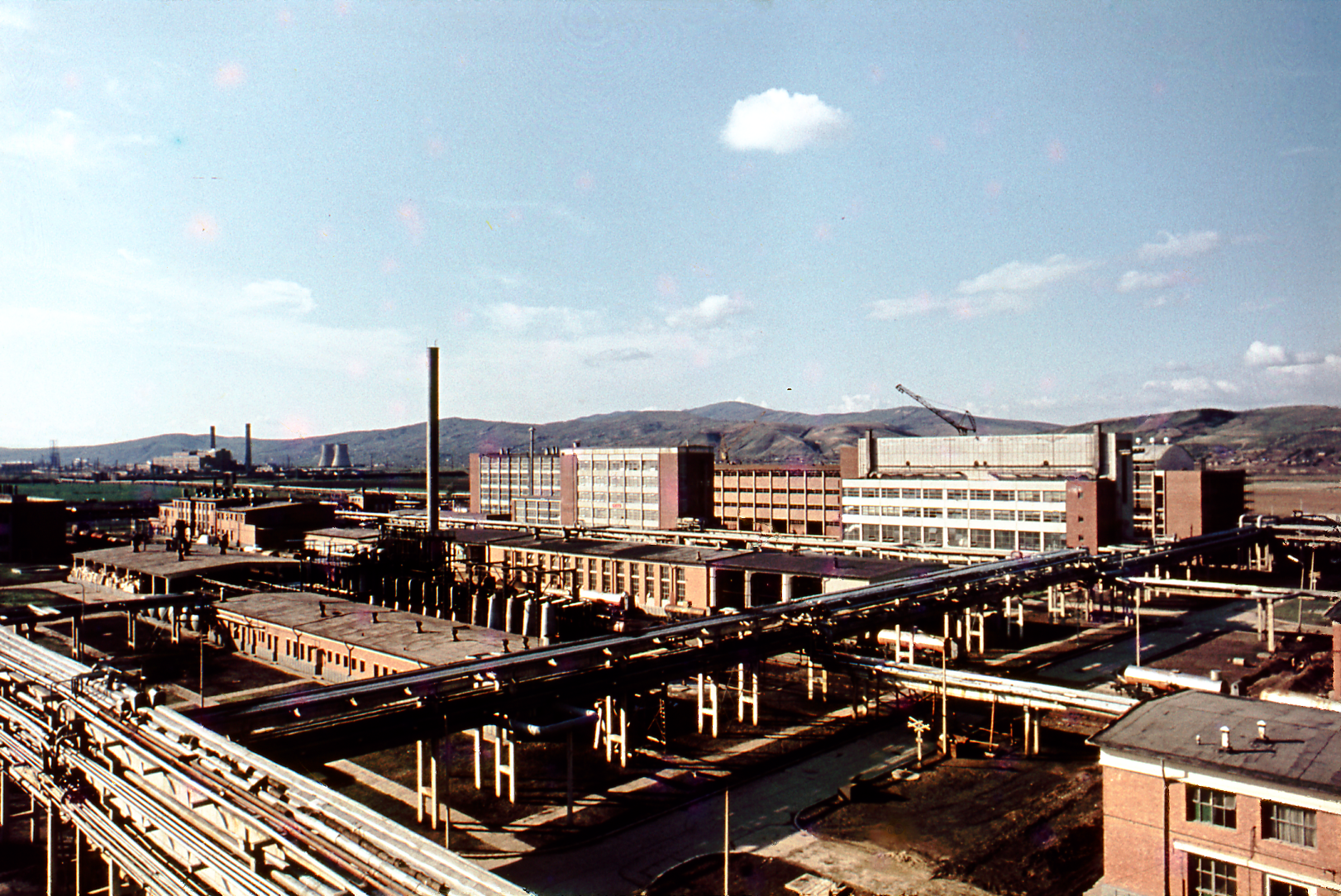
Combinatul Chimic Borzești, în planul depărtat Termocentrala Borzești

## Structura platformei industriale
Bazinul Trotușului dispunea de un potențial natural și uman corespunzător unor transformări economico-sociale. După Al Doilea Război Mondial s-au elaborat planuri de construcții industriale supradimensionate ce depășeau potențialul regional, fapt care a condus la investiții mari, la greutăți în aprovizionarea cu materii prime și în distribuirea produselor, iar în unele cazuri la poluarea zonei. În anul 1986 personalul muncitor din industria orașului Onești depășise 22.000 de persoane, iar platforma industrială ajunsese la o suprafață de 1.038 ha. În prima etapă de dezvoltare s-au pus bazele unei industrii energetice.
După anul 1980 s-au produs semnificative mutații în structura producției, în valorificarea superioară a materiilor prime din zonă. În 1984 peste 54 % din producția industrială o reprezintă produsele petroliere, 21,8 % cauciucul sintetic și latexurile, 5,5 % masele plastice, 4,8 % insecticidele, fungicidele și ierbicidele pentru agricultură, 3,7 % soda caustică și 9 % produsele chimice organice și anorganice, solvenți, clorurați.

### Industria energetică
Termocentrala Borzești s-a început a construi în 1956, când s-a montat primul grup electrogen de 25 MW. Până în 1966 s-au completat cu 25 MW în 1957, 50 MW în 1960, 25 MW în 1961, câte 50 MW în 1962 și 1966. Creșterea cea mai mare a capacității a fost în 1969 cu 2x200 MW, principalii combustibili fiind petrolul și gazul de sondă, proveniți de pe Valea Tazlăului. Puterea instalată a termocentralei în anul 1970 depășea puterea instalată a grupurilor electrogene existente în întreaga țară în 1938.
Nodul electrogen producea electricitate peste cerințele platformei industriale și a orașului rezidențial, producția crescând cu 63,7 ori în 1985 față de anul 1956, așa că s-au construit linii de energie electrică de 110 kV, 220 kV și 400 kV pentru centrele industriale din Moldova Occidentală și sud-estul Transilvaniei și rețelele feroviare din văile Trotuș, Olt și Siret.

### Industria petrochimică
Rafinăria de petrol nr. 10 face parte din categoria rafinăriilor mari cu capacități peste 1 milion de tone. Este compusă din: rafinăria I („Onești 10”) cu instalațiile de desalinizare electrică (1957-1960), distilare atmosferică (1961) și rafinăria II cu secții de fracțiune gaze (1980), reformare catalitică (1980), hidrofinare a benzinei (1980).
Rafinăria prelucrează petrol din zona județului Bacău și unele cantități transferate de la rafinăriile muntene sau repartizate din export. Transportul petrolului regional și al produselor petroliere se face prin conducte sau rețeaua feroviară. Printre produse se numără benzine, păcură, motorină și derivate ca: benzen, xilen, ortoxilen, etilbenzen, gaze lichefiate și altele.
Combinatul de cauciuc sintetic și produse petrochimice a realizat primele cantități de cauciuc sintetic românesc de tip butadien alfametil-stirenic, fiind unica întreprindere de acest gen din țară. Construcția a avut loc între anii 1958-1963. Spre deosebire de rafinărie care prelucrează primar petrolul transformându-l în produse petroliere (fracții), uzina de cauciuc transformă fracțiile petrolului în produse finite, cum ar fi polistiren, fenol, acetonă, benzen, utilizate în industria de medicamente și lacuri și vopsele. Din anul 1976 s-a dat în funcțiune a doua uzină de cauciuc poliizoprenic și pe urmă instalații de producere a latexurilor și cauciucurilor butadien-stirenice.
Producția de cauciuc sintetic reprezenta 30.820 tone în 1965 și  155.909 tone în 1985, din care cauciucul poliizoprenic fiind 57.079 tone în 1985.
În 1970 a intrat în funcție a patra linie de fabricație de cauciuc și s-a obținut în acel an o cantitate de 70.000 tone tone cauciuc sintetic. Sortimentele de cauciuc fabricate erau: CAROM 1500: pentru anvelope de automobile, tractoare, scutere, motociclete, articole tehnice, benzi transportoare, curele de transmisie și alte articole la care se cer proprietăți fizice bune și o bună rezistență. CAROM 1502: pentru articole tehnice negre și colorate, articole sanitare, pânză cauciucată, covoare. CAROM 1503: pentru bunuri de larg consum, în special încălțăminte. CAROM 1712: pentru izolații pentru cabluri și fire, articole tehnice, anvelope și alte numeroase aplicații.

### Industria chimică
Combinatul Chimic Borzești este amplasat în partea cea mai sud-estică a platformei industriale. A fost construit pe etape între anii 1956-1964 cu secțiile: uzina de sodă caustică (1960), fabrica de toxan (1961) și fabrica de policlorură de vinil – PVC (1964) cu instalațiile: acetilenă, monomer, policlorură de vinil emulsie, policlorură de vinil suspensie. Acetilena se obținea dintr-un amestec de gaz metan și propan, prin procedeul de cracare în arc electric, elaborat de Aurel Ionescu (1902-1954). Profilul inițial cuprindea produse clorosodice: sodă caustică (hidroxid de sodiu), acid clorhidric, clorură de aluminiu, clorură de var, diversificându-și ulterior producția, adăugând solvenți organici: clorură de metil, clorură de metilen, cloroform; materiale plastice: policlorură de vinil, emulsie și suspensie, ferclorvinil; alcooli grași, clor lichid și altele. Pe urmă s-au pus în funcțiune și instalații de producere a clorurii de amoniu, insecticide clorurate și altele.
Combinatul chimic a participat la producția națională din ramura chimică cu 14 % – 25,6 %. Producția de sodă caustică a înregistrat o creștere de 48,7 ori în anul 1980 față de 1960 iar producția de insecticide de 30,6 ori.

### Industria constructoare de mașini
Întreprinderea de utilaj chimic Borzești a fost înființată în anii 1973-1976, în anii următori executând produse precum: utilaj tehnologic pentru industria chimică, petrochimică, prelucrarea țițeiului, celulozei și hârtiei; confecții metalice și elemente de montaj. Materiile prime folosite erau achiziționate în principal de la: Combinatul siderurgic Galați, Întreprinderea de țevi Roman, Întreprinderea de țevi „Republica” București.
În anul 1980 I.U.C. Borzești era singurul producător de utilaje pentru instalațiile pilot în industria chimică din țară. În același an a început activitatea de export în țări precum: URSS, Bulgaria, Austria și Republica Federală Germană.

## Rapoarte CIA
- Document CIA despre construcția combinatului de cauciuc sintetic, rafinăriei și combinatului chimic de la Onești-Borzești;
- Despre construcția combinatului de cauciuc sintetic;
- Document CIA despre construcția de combinate industriale prin intermediul companiilor din afara Blocului Estic, ajutor vest-german la combinatul de cauciuc sintetic Onești, critici din partea conducerii statului asupra acestor intervenții străine;
- Despre punerea în funcțiune a turbinei nr. 4 cu sistem de răcire cu hidrogen din cadrul CET Borzești, prima de acest fel din țară;
- Inovații în știință, la pag. 18-19 este prezentată spectrofotometria în infraroșu elaborată de doi cercetători în cadrul combinatului chimic Borzești în testarea insecticizilor n,n-di-n-butil-clorobenzen-sulfamidei și p-clorobenzen-sulfoclorurii în prezență de bis-(p-clorobenzen) sulfonă;

## Apariții culturale
Presa locală s-a dezvoltat în anul 1959 când a apărut organul de presă local numit „Oneștiul Nou”, de la 1 ianuarie 1965 acesta încetându-și apariția. Presa locală a început să fie patronată de cele două mari combinate, prin tipărirea a două ziare: „Chimistul” la Combinatul Chimic și „Cauciucul” la Combinatul de Cauciuc Sintetic și Produse Petrochimice. Ca urmare a creării G.I.P. Borzești în anul 1969, cele două ziare „Chimistul” și „Cauciucul” s-au unit sub numele „Petrochimistul”.
Iată ce a scris Geo Bogza, referitor la Termocentrala Borzești: 
„Pe valea Trotușului, un combinat chimic, un combinat petrochimic, o rafinărie de petrol și un întreg oraș primesc căldura de care au nevoie din cuptoarele termocentralei de la Borzești. Toată această parte a văii, în care au loc neobișnuite procese de producție, este străbătută ca de-o coloană vertebrală cu măduva fluidă și fierbinte, de țevile de oțel înfășurate în bandaje termice și suspendate deasupra pământului prin care aburul mereu sub presiune, mereu impulsiv, dă năvală spre locurile unde intervenția lui e necesară.”
Și despre Carom:
„Nevoia resimțită la Combinatul de cauciuc sintetic, ca butan-butilena să apese în mod egal pereții rezervoarelor, a impus construcția unor recipiente sferice, enorme mingi de metal, care fiind apărate de căldura soarelui printr-o culoare argintie, iar de descărcările electrice ale cerului, prin săgeata înaltă a paratrăsnetului, par, în arhitectura lor neobișnuită și îndrăzneață, construcțiile unei ere fantastice. Aceste corpuri sferice, surprinzătoare și frumoase după noi legi ale frumuseții, intră într-o corelație vizuală de mare efect cu coloanele cilindrice care țâșnesc spre cer din alte spații ale uzinei, părând orgi colosale la care ar cânta zeii petrochimiei. Noaptea, pe toate aceste construcții se aprind mii de lumini și atunci începe marea lor spendoare. Vechile frumuseți ale Moldovei, îndată după amurg, intrau în întuneric și doar foșnetul li se mai putea auzi. Noua ei frumusețe abia la căderea nopții izbucnește în plină forță și pe deplin triumfătoare asupra întunericului. Atâtea uimiri am trăit eu acolo, tot contemplând încât mi s-a părut că am ajuns în cer. Un cer ivit din voința unui demiurg, în care se simțeau legile mecanice cerești, forțele intrate în acțiune și țelul pe care-l urmăreau. Nu se auzea nici un zgomot, totul era tăcut, dar din învolburarea acelor lumini se simțea că se petrece ceva măreț, că tot universul e treaz și lucrează.”
George Călinescu în trecere prin Onești, dedică acestui oraș, următoarele rânduri:
„La Onești dai de un spectacol paradoxal. Blocuri, clădiri imense, trotuare, se construiesc simultan.

Ultimul bloc a fost turnat în beton cu ajutorul cofrajelor glisante, în 8 zile. Unde este orașul locuit? Dăm și de el și trebuie să spun că este încântător. Blocurile, cu mai mult de trei etaje, vopsite în alb, în gri, într-un albastru delicat, cu ușoare variațiuni în detalii (cu bande în altă nuanță între etaje, fără bandă) sunt distribuite, sau pe străzi, sau cu spatele pe un fel de ulicioare cu un singur trotuar, care dau grațioase perspective.

Nicăieri la ferestre cutii de conserve drept ghivece, totul impecabil. Apartamente încântătoare și luminoase, apă, nu caldă ci fierbinte, în permanență. Magazine mari, toate mărfurile posibile.”
Mihai Gheorghe Andrieș amintește, de asemenea:
„Privesc tăcut, intens, afară pe geam. Altădată, pe aceste locuri nopțile cădeau grele și copleșitoare, țesătura densă a beznei [...].

Dimensiunile vastei articulații de fabrici și uzine, ce depășesc câmpul vederii, impresionează nu atât prin spațial – deși proporțiile sunt covârșitoare –, cât prin faptul că această gigantică arhitectură de beton, oțel și aluminiu a putut fi realizată în numai câțiva ani, transfigurând un întreg ținut, care a început o nouă viață din ziua când s-a împlântat aici primul țăruș.
Au trimis: Bicazul – ciment,
Cetățile de foc, Reșița și Hunedoara – fier și oțel,
Carpații Răsăriteni – lemnul pădurilor și calcarul costișelor,
Romanul – conducte de oțel și prefabricate de beton,

Craiova – echipament electrotehnic,”
„Pământul moldovean i-a dăruit lut din care s-au copt cărămizi trainice, iar Trotușul, Oituzul și Tazlăul – apă, nisip auriu și pietriș.

Și toată țara a trimis câte au fost de trebuință pentru a urca spre înalt această îndrăzneață operă de arhitectură industrială – mândrie a constructorilor noștri.”
„[...] Uniunea Sovietică ne-a dat un sprijin tovărășesc în construirea rafinăriei; ea a furnizat instalațiile automatizate și a acordat un multilateral ajutor la montarea și punerea lor în funcțiune.

Înaltul nivel al instalațiilor stârnește interesul și admirația specialiștilor de pretutindeni.
Într-o zi veni să viziteze rafinăria și un american. O figură remarcabilă a industriei petroliere din Statele Unite: O'Connor, președintele concernului „Dresser Industries⁠(en)[traduceți]”.
A mai fost pe aici și un alt american, un ziarist newyorkez, Harrison Forman⁠(en)[traduceți]. „Sunt mai mult decât impresionat de înaltul nivel de organizare și eficiență a rafinăriei...”

Și numeroase delegații de economiști, tehnicieni și oameni de știință din multe  alte țări au găsit aici mărturia vie a maturității noastre industriale, expresia forței tehnice-materiale a economiei socialiste.”
În anul 1968 a apărut romanul „Intrusul” de Marin Preda. Acțiunea romanului se desfășoară în orașul Onești, în întreprinderile industriale de pe platforma aflată în plină construcție. Scriitorul s-a documentat vizitând Oneștiul în anul 1962. Episodul în care eroul romanului Călin Surupăceanu, suferă arsuri grave în momentul în care intră într-o cisternă pentru a salva un muncitor, ca urmare a unui incendiu declanșat de spargerea unei lămpi portative electrice, are corespondența într-un accident real petrecut la Atelierul Anticoroziv, de la Combinatul Chimic Borzești, în anul 1962. De asemenea, directorul Costache din roman, îl are ca model pe adevăratul director, Costache Sava. În roman, nu se amintește de Onești și Borzești, în schimb se scrie despre Combinatul de Cauciuc, Combinatul Chimic și despre satul strămoșilor lui Ștefan cel Mare. „De satul strămoșilor lui Ștefan cel Mare nu se atinsese încă nimeni, se vedea însă că de lângă el pornea și noul oraș nu chiar de aproape, dacă te uiți bine, ci de la un kilometru distanță, dar de departe părea să fie în continuare din pricina unei șosele late la care se lucra”.